# Heribert Mariacher
Heribert Mariacher (* 22. Dezember 1965 in St. Johann in Tirol) ist ein österreichischer Politiker (FPÖ) und Versicherungsangestellter. Er war von 2013 bis 2018 Abgeordneter zum Tiroler Landtag.

## Leben
Mariacher besuchte die Volks- und Hauptschule in St. Johann in Tirol und absolvierte eine Lehre als Einzelhandelskaufmann in St. Johann. Zudem besuchte er die Handelsakademie in Bad Aussee und ist seit 1987 beruflich als Versicherungsangestellter aktiv. Er trat bei der Gemeinderatswahl 2004 mit der Liste „Freie und unabhängige Bürgerliste St. Johann/Tirol (Bürgerliste)“ in St. Johann an, scheiterte jedoch am Einzug in den Gemeinderat sowie mit 4,2 Prozent bei der Bürgermeisterdirektwahl. 2010 konnte Mariacher mit der Liste „Freiheitliche Partei und Parteifreie“ in den Gemeinderat einziehen. Seitdem ist Mariacher Gemeinderat in St. Johann. Bei der Bürgermeisterdirektwahl kam er auf rund 6 Prozent. Mariacher ist des Weiteren FPÖ-Landesparteiobmann-Stellvertreter, Mitglied der Bezirksparteileitung und Landesobmann der Freiheitlichen Arbeitnehmer. Im November 2013 rückte er für Gerald Hauser in den Landtag nach.
Im Juli 2018 trat er aus der FPÖ aus, als Grund gab er unter anderem den geplanten Zwölfstundentag an. In der Folge stellte er einen Antrag auf Aufnahme in die AAB-FCG-Fraktion.